# Keckita
La keckita és un mineral de la classe dels fosfats, que pertany al subgrup de la jahnsita. Rep el nom en honor d'Erich Keck (Alemanya, 1938), col·leccionista de minerals especialitzat en els minerals de Hagendorf. La seva gran col·lecció de minerals de Hagendorf es conserva ara al Mineralogische Staatssammlung de Múnic, Alemanya.

## Característiques
La keckita és un fosfat de fórmula química CaMn(Fe³⁺,Mn)₂Fe³⁺₂(PO₄)₄(OH)₃(H₂O)₇. Va ser aprovada com a espècie vàlida per l'Associació Mineralògica Internacional l'any 1977, i la primera publicació data del 1979. Cristal·litza en el sistema monoclínic. La seva duresa a l'escala de Mohs és 4,5.
Segons la classificació de Nickel-Strunz, la keckita pertany a «08.DH: Fosfats amb cations de mida mitjana i gran, (OH, etc.):RO₄ < 1:1» juntament amb els següents minerals: minyulita, leucofosfita, esfeniscidita, tinsleyita, jahnsita-(CaMnFe), jahnsita-(CaMnMg), jahnsita-(CaMnMn), rittmannita, whiteïta-(CaFeMg), whiteïta-(CaMnMg), whiteïta-(MnFeMg), jahnsita-(MnMnMn), kaluginita, jahnsita-(CaFeFe), jahnsita-(NaFeMg), jahnsita-(NaMnMg), jahnsita-(CaMgMg), manganosegelerita, overita, segelerita, wilhelmvierlingita, juonniïta, calcioferrita, kingsmountita, montgomeryita, zodacita, arseniosiderita, kolfanita, mitridatita, pararobertsita, robertsita, sailaufita, mantienneïta, paulkerrita, benyacarita, xantoxenita, mahnertita, andyrobertsita, calcioandyrobertsita, englishita i bouazzerita.

## Formació i jaciments
Va ser descoberta a la pegmatita Hagendorf South, a la localitat de Waidhaus, a l'Alt Palatinat (Baviera, Alemanya). També ha estat descrita en altres indrets de l'estat de Baviera, així com als Estats Units, Espanya, Portugal, la República Democràtica del Congo i Austràlia.